# 봉래면
봉래면(蓬萊面)은 대한민국 전라남도 고흥군 남동부에 있는 면이다.

## 개요
봉래면은 대한민국 남단 고흥반도 자락에 있으며, 면적은 29.29 km2의 3개 유인도와 20개의 무인도로 구성되어 있다. 1981년도에 다도해 해상국립공원으로 지정되었으며, 희귀식물의 보고인 천연기념물 362호의 상록수림과 은빛 백사장이 넓게 펼쳐진 해수욕장, 편백·삼나무숲으로 울창한 봉래산 수목원, 다도해 일출을 비롯한 맑고 깨끗한 청정해역 곳곳에 신비의 비경을 자랑하는 나로도8경 등 천혜의 자연경관과 다른 지역에서 맛볼 수 없는 다도해 청정해역 특산품인 싱싱한 활어회의 진미가 있다. 1995년에 연육·연도교의 개통으로 전국 어디에서나 편리하게 방문할 수 있게 되었다. 대한민국 최초의 우주 센터 나로우주센터가 봉래면(외나로도) 예내리에 있다.

## 하위 행정 구역
| 법정리 | 한자명 | 행정리                                           | 비고 |
| ------ | ------ | ------------------------------------------------ | ---- |
| 신금리 | 新錦里 | 신금, 원두, 진기, 축정1, 축정2, 엄남, 동광, 비치 |      |
| 예내리 | 曳內里 | 내초, 교동, 창포, 예내, 예당                     |      |
| 외초리 | 外草里 | 외초, 상초, 염포                                 |      |
| 사양리 | 泗洋里 | 사양, 선창, 애도, 수락                           |      |
| 4개리  |        | 21행정리                                         |      |

## 교육
- 봉래초등학교 (신금리)
  - 사양분교 (폐교) - 사양선창길 63 (사양리)
  - 봉래남분교 (폐교) - 봉래면 교동길 17 (예내리)
- 봉래중학교 (신금리)
- 나로고등학교 (폐교) - 봉래면 종고길 34 (신금리)